# Гето-даки
Гето-даки — единое название двух фракийских племен — геты и даки. Термин «гето-даки» используется историками для того, чтобы подчеркнуть этническое и лингвистическое единство двух племён. В то же время, термин «гето-даки» обращает внимание на территорию обитания племён. Геты жили на низменности к юго-востоку от Карпат, а даки на территории Трансильвании.
Греческие источники часто использовали наименование «геты» при упоминании даков, а римские — «даки» при упоминании гетов. Начиная с II—I веков до н. э., укрепляется общность культуры гето-даков, что соответствует их этнической однородности.

## Гето-даки и греческие колонии
Во второй половине VII века и в VI веке до н. э. на берегах Чёрного моря были основаны греческие колонии. Эти колонии значительно повлияли на гето-даков. Отношения между гето-даками и греческими колониями в Древности были сложными и варьировали в зависимости от конкретных исторических периодов и обстоятельств. В целом, контакты между этими двумя культурами были результатом торговли, конфликтов и взаимного влияния. Торговля: Греческие колонии в Черном море и на берегах Эгейского моря занимались активной торговлей с местными народами, включая гето-даков. Обмен товарами, идеями и культурой был распространенным явлением.
Конфликты: В разные периоды древности гето-даки и греческие колонии могли оказываться в конфликте из-за территориальных споров, ресурсов или воздействия на региональные дела.
В конечном итоге, римская империя стала доминирующей силой в этом регионе, взаимодействуя как с гето-даками, так и с греческими колониями.
Из-за ограниченности исторических данных о конкретных взаимодействиях между гето-даками и греческими колониями сложно предоставить более конкретную информацию без указания на определённые исторические события или периоды.

## Влияние других племен на гето-даков
Начиная с VI века до н. э. гето-даки поддерживали связи со скифами. Они переняли некоторые виды оружия (трёхгранные стрелы, кинжал акинак), элементы парадной внешности — золотые шлемы, орнамент и т. п. Скифские кочевники часто устраивали набеги на территорию гето-даков. Это повлекло за собой строительство гето-даками укреплений, крепостей, усиленных земляными и каменными валами, и окруженных рвами. Эти укрепления образовали оборонительную систему по всей территории Молдавии, что подтверждается раскопками в Оргеевском, Сорокском и других районах.
Во второй половине IV века до н. э. состоялись первые контакты гето-даков с кельтами в среднем течении Дуная и на западе Балканского полуострова. Между культурой кельтов и даков наблюдается много схожего, что объясняется тем, что кельты как и гето-даки развивались под большим влиянием греческой культуры. От кельтов к гето-дакам проникли методы обработки керамики на гончарном круге, металлургия железа, усовершенствование строительства крепостей.

## Внешность
Внешность гето-даков историки смогли восстановить по изображениям на Траянской колонне, а также по описаниям античных авторов. Мужчины носили длинные волосы, подстриженные спереди и на висках, носили бороды. У женщин были красивые лица классического греческого типа. Мужчины носили подпоясанные длинные рубашки и не очень длинные брюки. Зимой носили тулуп. Были обуты в лапти, к которым прикрепляли железные шипы, что обеспечивало им лучшую устойчивость в зимний период. Ходили без головного убора, зимой или в дождливое время укрывались капюшонами. Только знать носила шерстяные шапки.
Женщины были одеты в рубашки с короткими рукавами и юбки, также носили платки.

## Язык
Язык гето-даков исчез, сохранился лишь небольшой набор слов, по которым невозможно восстановить весь язык. Утеряна поэма, которую Овидий, будучи в городе Томис, написал на гетском языке. Некоторые слова гетского языка вошли в румынский язык — «brad» (ель), «mazăre» (горох), «moş» (дед), «brânză» (брынза), balaur (дракон) и др.

## Религия
Гето-даки верили в бессмертие. Они считали, что после смерти попадут к Замолксису — верховному божеству, которое живёт предположительно в подземелье горы Когайонон.
Во время религиозных обрядов жрецами проводились различные церемонии и богослужение. Жрецы считались элитой племени. Они также занимались медициной, астрономией, предсказаниями. Существуют свидетельства того, что у гето-даков был календарь. Известен обычай каждые 5 лет отправлять к Замолксису посланника. Выбирали самого достойного, сообщали ему все просьбы, которые он должен был донести до главного бога, после чего бросали его на вертикально установленные копья. Если посланник умирал, значит бог услышал просьбы смертных. Если же дак оставался жить, выбирали другого посланника, более достойного.

## Гето-даки во время правления Буребисты
Буребиста — король Дакии в 82 до н. э. — 44 до н. э. Сумел объединить гето-дакские племена и создать Дакийское государство, с централизованной властью. Значительно укрепил страну. Успешно противостоял внешним угрозам от соседних племен и римской экспансии.
.

## Гето-даки во времена Децебала
Децебал — царь дакийцев в 86 — 106 гг. н. э. Вел войну с римлянами. В начале своего правления успешно им противостоял. Римский император Траян, после прихода к власти поставил себе целью покорить гето-даков. И после двух войн, несмотря на сопротивление Децебала и дакийского народа, Дакия была превращена в провинцию Римской империи.